# 니콜라우 1세
니콜라우 1세(Nicolau I, 1710년 3월 9일 ~ 1788년 5월 29일)는 18세기 콩고 왕국 시대의 마니콩고였다.

## 생애
1710년 당시 아직 왕위계승권 체제에서 멀어져 있는 종실 신분이었던 콩고 왕족 마누엘 2세의 서사남(庶四男)으로 출생한 그는 어린 시절부터 총명(聰明)하였으며 아직 8세 때였던 1718년 1월 8일을 기하여 부왕 마누엘 2세 군주가 드디어 보위에 등극하는 것을 목도하였다.
1743년에 부왕 마누엘 2세 군주가 사촌 형 가르시아 4세 군주에게 선위 후 퇴위하는 광경과 부왕 마누엘 2세 상왕(上王)의 서거를 모두 목도하였으며 다른 한편으로 서른 한 살 위의 사촌 형 가르시아 4세 군주에게 후계공(後繼公)으로도 전격 책립된 그는 1752년 3월 31일을 기하여 사촌 형 가르시아 4세 군주에게 선위를 받아 보위 등극하였다. 퇴위하여 상왕(上王)으로 전향한 사촌 형 가르시아 4세는 퇴위 5개월이 지난 1752년 8월 27일을 기하여 향년 73세로 훙서(서거)하였다.
그는 1752년 3월 31일을 기하여 보위 등극하자 1752년 4월 6일을 기하여 막내 이복서제(異服庶弟) 페드루 은티빌라 아 응캉가 선왕자(先王子)를 후계공(後繼公)으로 전격 책립 후 1752년 4월 8일을 기하여 지난날 폐지된 총수상(총리, prime minister) 제도를 전격 부활 및 재도입 조처하여 아폰수 총수상, 안토니우 총수상, 세바스티앙 총수상, 페드루 후계공 겸 총수상 등 모두 4명의 총수상(총리)들이 그의 치세 시절을 풍미하였다.
1758년 8월 28일을 기하여 막내 이복 서제 페드루 은티빌라 아 응캉가 후계공에게 대리청정을 부여하였으며 1759년 1월 18일을 기하여 서제 응캉가 후계공에게 총수상 직책도 부여하였으며 그로부터 4년 후 1763년 9월 28일을 기하여 총수상 페드루 은티빌라 아 응캉가 후계공 겸 대리청정공(後繼公 兼 代理聽政公)에게 보위를 선위하고 퇴위하여 상왕(上王)으로 전향하였다.
퇴위한지 25년 후가 지난 1788년 5월 29일을 기하여 니콜라우 상왕은 향년 78세로 훙서(서거)하였다.

## 사후
니콜라우 1세 상왕이 서거한지도 6년이 지난 이후 니콜라우 1세 상왕 그가 남긴 자녀 6남 5녀(11남매) 중 장남(長男)인 앙리크 왕자(Henrique 王子)는 1794년 1월 3일을 기하여 콩고 왕국 제52대 마니콩고로 등극하였다.